# Foul Bay (vik i Falklandsöarna)
Foul Bay är en vik i territoriet Falklandsöarna (Storbritannien). Den ligger i den norra delen av ögruppen, 90 km nordväst om huvudstaden Stanley.